# Sultanaat Yogyakarta
Het sultanaat Jogjakarta (Indonesisch: Kesultanan Yogyakarta; Javaans: Kasultanan/Keraton Ngayogyakerto Hadiningrat) is een voormalige Javaanse monarchie gelegen in de provincie Yogyakarta, Indonesië. Het sultanaat stond tot aan de overgave van Nederlands-Indië aan Japan op 8 maart 1942 onder suzereiniteit van het Koninkrijk der Nederlanden.

## Geschiedenis

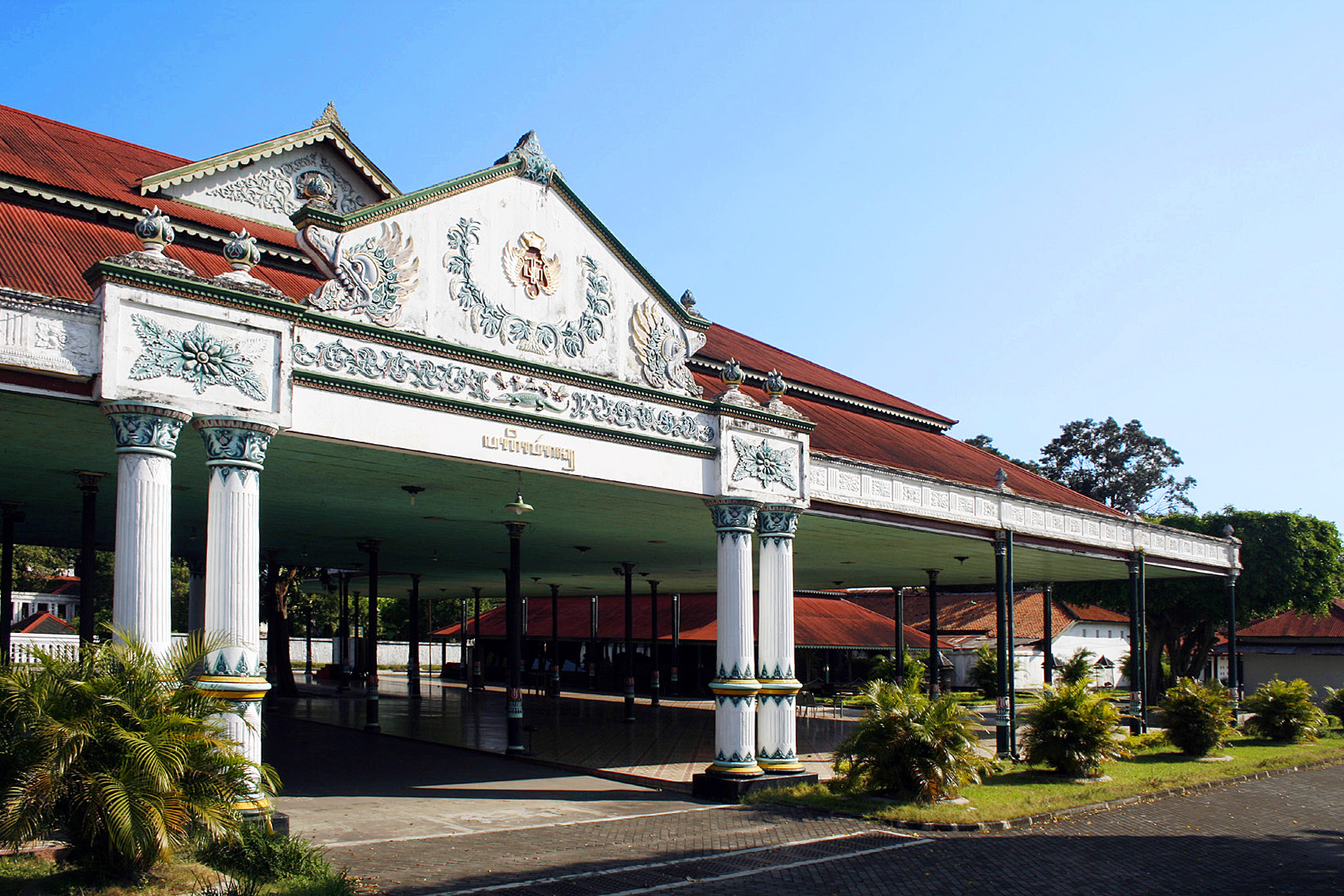
Pagelaran, de voorhal van Kraton Yogyakarta

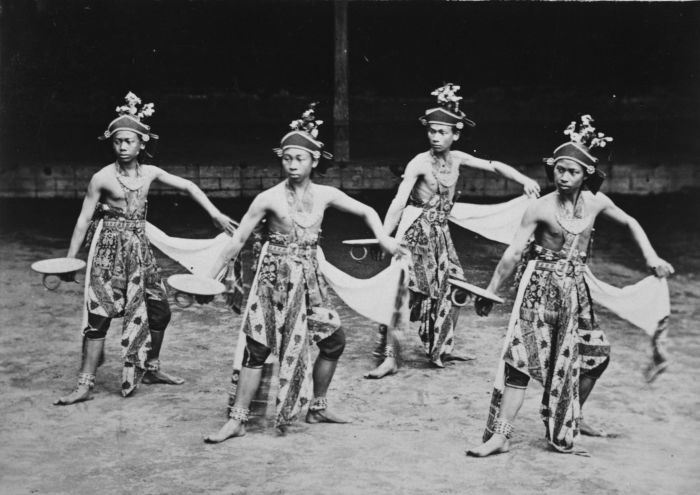
Entheng dansers aan het hof van de sultan van Yogyakarta, circa 1870.

Nadat  sultan Agung van Mataram stierf, verwaterde de macht van de sultan binnen het sultanaat Mataram steeds meer. De Vereenigde Oostindische Compagnie maakte hier handig gebruik van om haar greep op het sultanaat te versterken. Op het hoogtepunt van het conflict werd het sultanaat gesplitst in twee rijken. Dit gebeurde op basis van het Verdrag van Giyanti op 13 februari 1755. Een van de twee nieuwe rijken was het sultanaat Yogyakarta. Het andere was het sunanaat Surakarta.
Het verdrag benoemde Hamengkubuwono I tot sultan van Yogyakarta. Zijn volledige titel luidde Sampeyan Dalem Ingkang Sinuwun Kanjeng Sultan Hamengkubuwono Senopati Ingalaga Abdul Rakhman Sayidin Khalifatullah Panatagama. 
Het erfelijke vorstendom Pakualaman (Javaans: Kadipaten Pakualaman) was een deel van het sultanaat Yogyakarta, dat tussen juni 1812 en maart 1813, tijdens de Britse overheersing van Nederlands-Indië, werd opgericht als beloning voor de hulp die prins Natakusuma (ook Notokusumo) aan de Britse troepen had verleend in de strijd tegen het in opstand gekomen Yogyakarta. Dit tweede rijk bleef gedurende de verdere Nederlandse  overheersing van Indonesië bestaan naast het sultanaat Yogyakarta. De Nederlandse koloniale overheid hield autonoom de macht over deze rijken via een politiek contract.
Toen Indonesië onafhankelijk werd, stemden de heersers van zowel het sultanaat Yogyakarta als Pakualaman toe dat hun rijken bij de nieuwe republiek zouden worden gevoegd. De twee rijken gingen op in de provincie Yogyakarta. De sultan van Yogyakarta werd de gouverneur van deze provincie en de prins van Pakualaman de vice-gouverneur. Beide waren ondergeschikt aan de president van Indonesië. Daarom heeft deze provincie, anders dan andere Indonesische provincies, geen gouverneursverkiezingen. De eerste gouverneur was sultan Hamengkubuwono IX.